# Dudley Aman, 1. Baron Marley

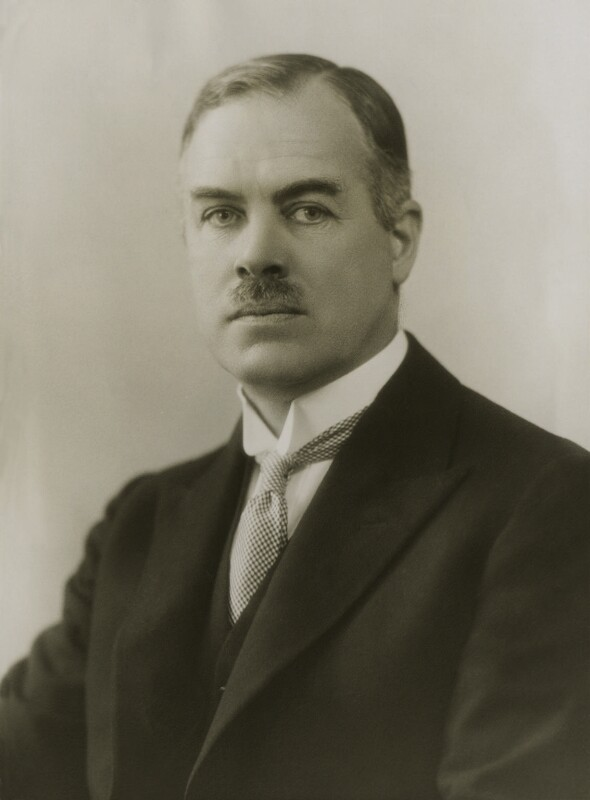
Dudley Aman, 1. Baron Marley, 1930

Dudley Leigh Aman, 1. Baron Marley (* 16. Mai 1884 in Helsby, Cheshire; † 29. Februar 1952 in London) war ein britischer Marineoffizier und Labour-Politiker. Trotz einer hierfür ungewöhnlichen Herkunft als Sohn eines Salzfabrik-Managers wurde er zu einer hervorragenden Person in seinem Truppenteil, woraufhin er ebenso ungewöhnlich sich aus Idealismus und Überzeugung für eine politische Karriere entschied, in der seine humanitären Anliegen immer im Vordergrund standen.

## Leben

### Ausbildung und Militärzeit
Am Marlborough College erhielt er seine Schulbildung, woran sich eine Kadettenausbildung am Royal Naval College in Greenwich anschloss. 1902 erhielt er ein Offizierspatent als Second Lieutenant der Royal Marine Artillery. Dudley Aman erlebte bis 1914 die übliche Laufbahn bei den Royal Marines, spezialisierte sich auf drahtlose Telegrafie, legte Prüfungen als Übersetzer für Französisch und Italienisch ab und machte den Abschluss am Army Staff College in Camberley. Während des Ersten Weltkriegs tat er Dienst auf mehreren Schiffen, darunter 1917 der Tiger. Ein Schwerpunkt lag zwischen 1915 und 1917 in Frankreich und Belgien bei seinem Einsatz als Kommandeur einer Luftabwehrbrigade. Nach der Zweiten Flandernschlacht wurde er als Companion des Distinguished Service Order ausgezeichnet. Im November 1920 nahm er im Majorsrang seinen Abschied, nur um 1921 während des Kohlestreiks ein letztes Mal für die Dauer von weiteren zwei Monaten einberufen zu werden.

### Eintritt in die Politik
Bereits 1917 hatte er zur Fabian Society gehört, er schloss sich der Labour Party an und gründete an seinem Wohnort die Hampshire and Isle of Wight Labour Federation. Unter anderem war er für Hampshire auch Friedensrichter („JP“) und Deputy Lieutenant („DL“). Fünf Versuche, ins Unterhaus gewählt zu werden, schlugen fehl: Zwei Kandidaturen in Petersfield (1922 und 1923) und einmal für die Isle of Thanet (1924) waren von vornherein aussichtslose Unterfangen, in Faversham (1928 und 1929) hingegen verlor er zweimal nur knapp. Jedenfalls hatte er sich hierdurch in Parteikreisen etabliert und auf Vorschlag des Premierministers Ramsay MacDonald wurde er am 16. Januar 1930 als Baron Marley, of Marley in the County of Sussex, zum erblichen Peer erhoben und dadurch Mitglied des Oberhauses. Zwar sollte er die sehr kleine Labour-Abordnung im Oberhaus verstärken, doch hasste er jenes, erhoffte seine Abschaffung und war ein antimonarchischer Peer. Die Jahre 1930–1931 sahen ihn als Kriegs-Unterstaatssekretär sowie als Lord-in-Waiting für George V. Die 1931er Parteikrise band ihn fester an Labour. Bis 1937 war er im Oberhaus deren Whip und bis 1941 Deputy Speaker.

### Eintauchen in kommunistische Kreise
Was er bis dahin an Ansehen erworben hatte, riskierte Aman, als er 1933 den Vorsitz des Weltkomitees für die Unterstützung der Opfer des deutschen Faschismus annahm. Labour pflegte die Abgrenzung von Kommunisten und offene Kritik kam von Herbert Morrison. Es blieb eben nicht dabei, dass Aman das Vorwort zum Brownbook of the Hitler Terror and the Burning of the Reichstag schrieb. Aman unterstützte den Herausgeber Otto Katz bei dessen Wirken in Großbritannien – zum Verdruss von MI5-Chef Guy Liddell, der meinte, Aman sei keineswegs im Unklaren über das Ausmaß, mit dem die Leute, mit denen er zusammenwirkte, als Agenten Moskaus handelten. Das erste Treffen von Aman und Katz hatte bei der Mutter von David Haden-Guest stattgefunden, einem erklärten Kommunisten, der in Cambridge mit den Herren Philby, Burgess, Maclean und Blunt zu tun hatte. Katz’ eifrigste Helferin in Großbritannien war Ellen Wilkinson, und beide traf Lord Marley im Juni 1933 in Paris – es ging um eine Teilnahme am anstehenden Asiatischen Antikriegskongress in Schanghai, einer Komintern-Veranstaltung. Begleiter an des verhinderten Otto Katz statt wurde Gerald Hamilton. Aman nahm für die Rückreise den Landweg über Wladiwostok und Moskau.

### Die Birobidschan-Episode
Ein Ergebnis der Reise war seine Schrift Biro-Bidjan: An Eyewitness Account of the New Home for the Jews (Friends of the Soviet Russia, London 1934). Aman war ein hingebungsvoller Verfechter der jüdischen Sache. Angesichts dessen, was sich in Deutschland zutrug, konnte man durchaus der „zeitgenössischen Birobidschan-Faszination“ erliegen und die Jüdische Autonome Oblast, die der sowjetischen Nationalitätenpolitik entsprang, trotz des dort rauen Klimas als Gewinn betrachten. Die Morde während der sowjetischen Säuberungen 1937–38 und die antijüdische Kampagne im Verlauf der Kosmopolitenverfolgung 1948 konnte Aman nicht erahnen.
Reingelegt wurde Marley bald darauf von einer Person, die sich unter Vorgabe einer Bekanntschaft mit Willi Münzenberg in das Hilfskomitee für die Faschismusopfer einschlich. Amans Sekretärin Dora Fabian, die ihn auch in Flüchtlingsangelegenheiten beriet, konnte ihn warnen. Sie hielt jenen Dr. Hans Wesemann, der auch unter den Decknamen „Kruger“ und „Schroeder“ auftrat, für einen Nazi-Agenten. Aman war auf altmodisch britische Art zurückhaltend und voller Anstand, nicht ohne dabei ein kritisches Auge zu haben – doch war er bisweilen liebenswürdig leichtgläubig. The Times bescheinigte ihm später einen scharfen Sinn für Humor – er habe die menschliche Seite von jeder Situation gesehen.

### Tätigkeiten im Zweiten Weltkrieg
Dudley Aman scheint sich gegen Ende der 1930er Jahre von ausgesprochen linken Standpunkten entfernt zu haben. Dem Ministry of Aircraft Production gehörte er zwischen 1943 und 1945 an und er war Vizepräsident der Motion Study Society of Great Britain. Passend zu seinem speziellen Interesse für Effizienz und Psychologie in der Industrie war er angeschlossenes Mitglied des Institute of Personnel Management.

### Ehe und Nachkommen
Im Mai 1910 heiratete er Octable Turquet Reid (1881–1969), Tochter des Sir Hugh Gilzean-Reids. Mit ihr hatte er einen Sohn, Godfrey Pelham Leigh (1913–1990), der ihn 1952 als 2. Baron Marley beerbte.